# Championnat de Bulgarie de football 2022-2023
Navigation
Édition précédente Édition suivante
La saison 2022-2023 du Championnat de Bulgarie de football est la 99e édition du championnat de première division en Bulgarie. Les seize meilleurs clubs du pays se retrouvent au sein d'une poule unique suivie d'une phase de barrages.
Le championnat passe à seize équipes, avec deux relégations directes en fin de saison, le 14e disputant les barrages de maintien/relégation contre le 3e de la deuxième division.
Le Ludogorets Razgrad, tenant du titre, remporte son 12e titre consécutif, s'assurant du sacre lors de la dernière journée.

## Participants
Légende des couleurs
- Premier tour de qualification de la Ligue des champions 2022-2023
- Deuxième tour de qualification de la Ligue Europa Conférence 2022-2023
- Promu de deuxième division

| Club                | Présent depuis | Classement 2021-2022 | Stade                        | Capacité théorique |
| ------------------- | -------------- | -------------------- | ---------------------------- | ------------------ |
| Ludogorets Razgrad  | 2012           | 1er                  | Ludogorets Arena             | 8 808              |
| CSKA Sofia          | 2016           | 2e                   | Stade de l'armée bulgare     | 18 495             |
| Botev Plovdiv       | 2013           | 3e                   | Complexe Botev 1912          | 4 000              |
| Levski Sofia        | 1923           | 4e                   | Stade Georgi Asparoukhov     | 25 000             |
| Tcherno More Varna  | 2001           | 5e                   | Stade Ticha                  | 8 250              |
| Slavia Sofia        | 1952           | 6e                   | Stade Slavia                 | 25 556             |
| Beroe Stara Zagora  | 2009           | 7e                   | Stade Beroe                  | 12 128             |
| FK CSKA 1948 Sofia  | 2020           | 8e                   | Stade Bistritsa              | 2 500              |
| Lokomotiv Plovdiv   | 2002           | 9e                   | Stade Lokomotiv              | 13 000             |
| Arda Kardjali       | 2019           | 10e                  | Arena Arda                   | 15 000             |
| Lokomotiv Sofia     | 2021           | 11e                  | Stadion Lokomotiv            | 22 000             |
| Pirin Blagoevgrad   | 2021           | 12e                  | Stadion Hristo Botev         | 7 500              |
| Botev Vratsa        | 2018           | 13e                  | Stade Hristo Botev           | 12 000             |
| PFC Septemvri Sofia | 2022           | 1er (D2)             | Stade national Vassil-Levski | 43 230             |
| FC Hebar Pazardzhik | 2022           | 2e (D2)              | Stade Georgi Benkovski       | 13 128             |
| FK Spartak Varna    | 2022           | 3e (D2)              | Stade Spartak                | 6 000              |

## Règlement
Le barème utilisé pour établir le classement est le suivant : une victoire vaut trois points, le match nul un, la défaite ne rapporte aucun point.
Pour départager les équipes, les critères suivants sont utilisés:
1. Résultats lors des confrontations directes (dans l'ordre : nombre de points, différence de buts, buts marqués, buts marqués à l'extérieur (ce dernier cas n'est appliqué que si seulement deux équipes sont à égalité))
2. Différence de buts générale
3. Nombre de buts marqués
4. Classement au fair-play (nombre de cartons obtenus au cours de la saison)
5. Tirage au sort

## Phase régulière

### Classement
| Rang | Équipe                   | Pts | J  | G  | N | P  | Bp | Bc | Diff |
| ---- | ------------------------ | --- | -- | -- | - | -- | -- | -- | ---- |
| 1    | PFK Ludogorets Razgrad T | 74  | 30 | 23 | 5 | 2  | 72 | 21 | +51  |
| 2    | PFK CSKA Sofia           | 73  | 30 | 23 | 4 | 3  | 57 | 14 | +43  |
| 3    | FK CSKA 1948 Sofia       | 59  | 30 | 17 | 8 | 5  | 49 | 22 | +27  |
| 4    | PFK Levski Sofia         | 54  | 30 | 15 | 9 | 6  | 38 | 14 | +24  |
| 5    | Tcherno More Varna       | 53  | 30 | 15 | 8 | 7  | 36 | 27 | +9   |
| 6    | PFK Lokomotiv Plovdiv    | 50  | 30 | 14 | 8 | 8  | 33 | 28 | +5   |
| 7    | PFK Slavia Sofia         | 49  | 30 | 15 | 4 | 11 | 31 | 27 | +4   |
| 8    | FK Arda Kardjali         | 42  | 30 | 11 | 9 | 10 | 33 | 32 | +1   |
| 9    | Lokomotiv Sofia          | 38  | 30 | 10 | 8 | 12 | 32 | 38 | -6   |
| 10   | PFK Botev Plovdiv        | 32  | 30 | 9  | 5 | 16 | 38 | 40 | -2   |
| 11   | OFK Botev Vratsa         | 28  | 30 | 7  | 7 | 16 | 23 | 55 | -32  |
| 12   | PFK Beroe Stara Zagora   | 27  | 30 | 7  | 6 | 17 | 26 | 47 | -21  |
| 13   | Pirin Blagoevgrad        | 24  | 30 | 5  | 9 | 16 | 21 | 39 | -18  |
| 14   | FC Hebar Pazardjik P     | 23  | 30 | 6  | 5 | 19 | 19 | 51 | -32  |
| 15   | PFC Septemvri Sofia P    | 22  | 30 | 5  | 7 | 18 | 25 | 45 | -20  |
| 16   | FK Spartak Varna P       | 17  | 30 | 3  | 8 | 19 | 27 | 60 | -33  |

Qualifications
- 1re au 6e : Groupe championnat
- 7e au 10e : barrages de Ligue Europa Conférence
- 11e au 16e : Groupe relégation

Abréviations

### Résultats
| Résultats (▼dom., ►ext.)                                   | ARD | BSZ | BPD | BVR | CHM | CSK | CSS | HEB | LEV | LPD | LSO | LUD | PIR | SEP | SLA | SPV |
| FK Arda Kardjali                                           |     | 1-0 | 2-1 | 1-1 | 2-2 | 0-1 | 1-3 | 1-0 | 0-3 | 5-0 | 2-2 | 1-2 | 0-0 | 3-2 | 1-0 | 2-0 |
| PFK Beroe Stara Zagora                                     | 2-0 |     | 1-1 | 2-1 | 0-2 | 1-3 | 1-4 | 0-2 | 0-1 | 2-0 | 1-1 | 0-4 | 1-0 | 1-2 | 0-1 | 3-1 |
| PFK Botev Plovdiv                                          | 0-2 | 1-0 |     | 6-0 | 3-4 | 2-0 | 0-1 | 0-1 | 0-1 | 1-1 | 0-0 | 0-2 | 3-1 | 3-1 | 1-0 | 1-1 |
| OFK Botev Vratsa                                           | 0-0 | 2-0 | 3-2 |     | 0-2 | 1-0 | 0-4 | 0-0 | 0-2 | 0-1 | 2-1 | 0-4 | 0-0 | 0-0 | 1-0 | 1-0 |
| Tcherno More Varna                                         | 1-1 | 1-1 | 1-2 | 2-1 |     | 0-0 | 0-2 | 1-0 | 0-0 | 2-1 | 2-1 | 2-3 | 1-0 | 3-0 | 1-0 | 3-2 |
| FK CSKA 1948 Sofia                                         | 1-0 | 4-0 | 2-1 | 5-2 | 0-0 |     | 0-1 | 2-0 | 1-0 | 1-0 | 2-0 | 2-2 | 2-1 | 1-0 | 0-1 | 2-0 |
| PFK CSKA Sofia                                             | 3-0 | 5-1 | 3-1 | 5-1 | 1-0 | 2-1 |     | 4-0 | 0-0 | 1-1 | 0-0 | 0-1 | 2-1 | 1-0 | 2-0 | 1-0 |
| FC Hebar Pazardjik                                         | 0-1 | 1-1 | 1-2 | 0-2 | 0-1 | 0-1 | 0-4 |     | 0-2 | 1-2 | 3-2 | 0-0 | 0-0 | 1-3 | 0-3 | 0-0 |
| PFK Levski Sofia                                           | 2-0 | 1-0 | 1-0 | 2-0 | 0-1 | 0-0 | 2-0 | 4-0 |     | 1-1 | 1-0 | 0-0 | 1-0 | 2-0 | 1-2 | 5-0 |
| PFK Lokomotiv Plovdiv                                      | 1-0 | 0-0 | 1-0 | 0-0 | 3-0 | 1-3 | 0-1 | 2-1 | 1-0 |     | 1-0 | 2-3 | 2-1 | 2-1 | 3-0 | 3-1 |
| Lokomotiv Sofia                                            | 1-1 | 1-2 | 2-0 | 1-0 | 0-1 | 0-6 | 1-1 | 1-4 | 3-2 | 0-0 |     | 1-0 | 2-0 | 1-1 | 1-0 | 3-2 |
| PFK Ludogorets Razgrad                                     | 1-1 | 2-1 | 1-0 | 8-1 | 3-2 | 1-1 | 2-1 | 6-0 | 0-0 | 2-0 | 1-0 |     | 0-1 | 3-1 | 2-1 | 5-0 |
| Pirin Blagoevgrad                                          | 1-1 | 0-0 | 2-4 | 2-1 | 0-1 | 1-1 | 0-1 | 2-0 | 1-1 | 0-0 | 0-1 | 0-4 |     | 1-4 | 1-2 | 3-1 |
| PFC Septemvri Sofia                                        | 0-1 | 3-1 | 2-1 | 1-1 | 0-0 | 1-3 | 0-1 | 1-1 | 0-0 | 0-1 | 0-3 | 0-3 | 0-1 |     | 1-2 | 1-1 |
| PFK Slavia Sofia                                           | 1-0 | 2-0 | 0-0 | 2-1 | 1-0 | 1-1 | 0-2 | 0-1 | 2-1 | 1-1 | 2-1 | 1-2 | 2-0 | 1-0 |     | 2-2 |
| FK Spartak Varna                                           | 1-3 | 0-4 | 3-2 | 2-1 | 0-0 | 3-3 | 0-1 | 0-1 | 2-2 | 0-2 | 1-2 | 1-2 | 1-1 | 2-0 | 0-1 |     |
| - Victoire à domicile - Match nul - Victoire à l'extérieur |     |     |     |     |     |     |     |     |     |     |     |     |     |     |     |     |

## Groupe championnat
Les points et buts marqués lors de la phase championnat sont retenus en totalité. À l'issue de cette phase, le premier au classement remporte le championnat et se qualifie pour le premier tour de qualification de la Ligue des champions 2023-2024, le deuxième se qualifie pour le deuxième tour de qualification de la Ligue Europa Conférence 2023-2024, et le troisième se qualifie pour un match d'appui face au vainqueur des barrages européens. Si le vainqueur de la Coupe de Bulgarie termine dans les trois premières places, la place de barrage est laissée au quatrième du championnat.

### Classement
| Rang | Équipe                     | Pts | J  | G  | N  | P  | Bp | Bc | Diff |
| ---- | -------------------------- | --- | -- | -- | -- | -- | -- | -- | ---- |
| 1    | PFK Ludogorets Razgrad T C | 85  | 35 | 26 | 7  | 2  | 81 | 27 | +54  |
| 2    | PFK CSKA Sofia             | 84  | 35 | 26 | 6  | 3  | 65 | 17 | +48  |
| 3    | FK CSKA 1948 Sofia         | 64  | 35 | 17 | 13 | 5  | 55 | 28 | +27  |
| 4    | PFK Levski Sofia           | 61  | 35 | 17 | 10 | 8  | 47 | 22 | +25  |
| 5    | PFK Lokomotiv Plovdiv      | 54  | 35 | 15 | 9  | 11 | 35 | 34 | +1   |
| 6    | Tcherno More Varna         | 54  | 35 | 15 | 9  | 11 | 39 | 35 | +4   |

Qualifications européennes
Ligue des champions 2023-2024
- 1er : 1er tour de qualification

Ligue Europa Conférence 2023-2024
- 2e et 3e : deuxième tour de qualification
- 4e : barrages européens

Abréviations

### Résultats
| Résultats (▼dom., ►ext.)                                   | LUD | CSS | CSK | LEV | LPD | CHM |
| PFK Ludogorets Razgrad                                     |     | 2-2 |     | 3-2 | 1-0 |     |
| PFK CSKA Sofia                                             |     |     | 1-1 |     | 1-0 | 2-0 |
| FK CSKA 1948 Sofia                                         | 2-2 |     |     | 2-2 | 0-0 |     |
| PFK Levski Sofia                                           |     | 0-2 |     |     |     | 2-1 |
| PFK Lokomotiv Plovdiv                                      |     |     |     | 0-3 |     | 2-1 |
| Tcherno More Varna                                         | 0-1 |     | 1-1 |     |     |     |
| - Victoire à domicile - Match nul - Victoire à l'extérieur |     |     |     |     |     |     |

## Barrages de Ligue Europa Conférence
Les points et buts marqués lors de la phase championnat sont retenus en totalité. À l'issue de cette phase en matchs aller et retour, le premier au classement se qualifie pour un match d'appui face au 3e des barrages de championnat.

### Classement
| Rang | Équipe            | Pts | J  | G  | N  | P  | Bp | Bc | Diff |
| ---- | ----------------- | --- | -- | -- | -- | -- | -- | -- | ---- |
| 7    | FK Arda Kardjali  | 58  | 36 | 16 | 10 | 10 | 47 | 36 | +11  |
| 8    | PFK Slavia Sofia  | 58  | 36 | 17 | 7  | 12 | 37 | 31 | +6   |
| 9    | Lokomotiv Sofia   | 42  | 36 | 11 | 9  | 16 | 37 | 49 | -12  |
| 10   | PFK Botev Plovdiv | 36  | 36 | 10 | 6  | 20 | 41 | 49 | -8   |

Ligue Europa Conférence 2023-2024
- 7e : barrages européens

### Résultats
| Résultats (▼dom., ►ext.)                                   | ARD | SLA | LSO | BPD |
| FK Arda Kardjali                                           |     | 3-2 | 3-0 | 2-1 |
| PFK Slavia Sofia                                           | 0-0 |     | 2-0 | 1-0 |
| Lokomotiv Sofia                                            | 1-3 | 1-1 |     | 1-2 |
| PFK Botev Plovdiv                                          | 0-3 | 0-0 | 0-2 |     |
| - Victoire à domicile - Match nul - Victoire à l'extérieur |     |     |     |     |

### Barrage final européen
| Équipe 1         | Résultat | Équipe 2         |
| ---------------- | -------- | ---------------- |
| PFK Levski Sofia | 2 - 0    | FK Arda Kardjali |

Légende des couleurs
- Qualification pour le deuxième tour de qualification de la Ligue Europa Conférence 2023-2024.

## Barrages de relégation
Les points et buts marqués lors de la phase championnat sont retenus en totalité. À l'issue de cette phase en match simple, les deux derniers sont relégués en deuxième division tandis que le 14e se qualifie pour un match d'appui face au 3e de deuxième division.

### Classement
| Rang | Équipe                 | Pts | J  | G | N  | P  | Bp | Bc | Diff |
| ---- | ---------------------- | --- | -- | - | -- | -- | -- | -- | ---- |
| 11   | Pirin Blagoevgrad      | 34  | 35 | 8 | 10 | 17 | 28 | 43 | -15  |
| 12   | FC Hebar Pazardjik P   | 32  | 35 | 9 | 5  | 21 | 30 | 59 | -29  |
| 13   | OFK Botev Vratsa       | 32  | 35 | 8 | 8  | 19 | 29 | 64 | -35  |
| 14   | PFK Beroe Stara Zagora | 32  | 35 | 9 | 8  | 19 | 31 | 54 | -23  |
| 15   | PFC Septemvri Sofia P  | 28  | 35 | 7 | 7  | 21 | 31 | 52 | -21  |
| 16   | FK Spartak Varna P     | 25  | 35 | 5 | 10 | 20 | 32 | 65 | -33  |

Relégation en deuxième division
- 14e : barrages de relégation
- 15e et 16e : relégation

Abréviations

### Résultats
| Résultats (▼dom., ►ext.)                                   | PIR | HEB | BVR | BSZ | SEP | SPV |
| Pirin Blagoevgrad                                          |     | 2-1 | 2-0 |     |     | 2-0 |
| FC Hebar Pazardjik                                         |     |     |     | 3-1 | 3-1 |     |
| OFK Botev Vratsa                                           |     | 2-3 |     | 2-0 |     | 1-1 |
| PFK Beroe Stara Zagora                                     | 1-1 |     |     |     | 2-0 | 1-1 |
| PFC Septemvri Sofia                                        | 2-0 |     | 3-1 |     |     |     |
| FK Spartak Varna                                           |     | 2-1 |     |     | 1-0 |     |
| - Victoire à domicile - Match nul - Victoire à l'extérieur |     |     |     |     |     |     |

### Barrage final de relégation
| Équipe 1                    | Résultat | Équipe 2               |
| --------------------------- | -------- | ---------------------- |
| PFK Beroe Stara Zagora (D1) | 1 - 0    | FK Sportist Svoge (D2) |

Légende des couleurs
- Maintien en première division.
- Maintien en deuxième division.

## Bilan de la saison
| Championnat de Bulgarie de football 2022-2023 |                                    |
| Champion                                      | PFK Ludogorets Razgrad (12e titre) |
| Dauphin                                       | PFK CSKA Sofia                     |
| Coupes et trophées                            |                                    |
| Vainqueur de la Coupe de Bulgarie 2022-2023   | PFK Ludogorets Razgrad             |
| Vainqueur de la Supercoupe de Bulgarie 2022   | PFK Ludogorets Razgrad             |
| Qualifications continentales                  |                                    |
| Ligue des champions 2023-2024                 | PFK Ludogorets Razgrad             |
| Ligue Europa Conférence 2023-2024             | PFK CSKA Sofia                     |
| Ligue Europa Conférence 2023-2024             | FK CSKA 1948 Sofia                 |
| Ligue Europa Conférence 2023-2024             | PFK Levski Sofia                   |
| Promotions et relégations                     |                                    |
| Promus en première division                   | PFK Etar 1924                      |
| Promus en première division                   | FK Krumovgrad                      |
| Relégués en deuxième division                 | PFC Septemvri Sofia                |
| Relégués en deuxième division                 | FK Spartak Varna                   |